# Савладар у средњовековној Србији
Савладар у средњовековној Србији био је један од институционих облика власти која је постојала у доба Српског царства. Иако је ова институција основана под византијским утицајима у средњовековној Србији она је имала и неке локалне специфичности.
У Српском царству савладарство је произашло из раније у Србији већ присутне титуле младог краља као и византијске институције савладарства. Међутим како је оно поступно примило изразито локалне особине, савладарство је у средњовековној Србији постало специфична установа у којој су се изједначила овлашћења првог и другог владара. Тако нпр. заједничка владавина цара Уроша и краља Вукашина није била копија ни угарских ни византијских институција, већ институција са одликама које су израсле из специфичности самог Српског царства.

## Стефан Душан и Урош
Први владар на простору данашње Србије имао је титулу цара док је савладар имао титулу краља. Полазећи од ове институције  Стефан Душан је након крунисања за цара априла 1346. године, свом сину Урошу, титулу младог краља (који је до тада носио) заменио титулом краља, која није имала исто значење као раније краљевске титуле, јер јеој је успостављањем царства дато ново значење. Разлика је била у томе што је краљ Урош, као очев савладар имао право да
- кује новац,
- управља територијом, која се није ограничавала на једну мању област (као што је био случај са ранијим младим краљевима),
- потписује са као краљ свих Срба.

Према Нићифору Григори краљ Урош је владао територијама између Дунава, Скопља и Јонског мора док је Стефан Душан управљао новоосвојеним крајевима. Наиме, Урош, који је био још дечак, није могао као млад и неискусан краљ да заиста и користи сва савладарска права која је имао. Па су тако Цар Душан и његов суд решавали сва спорна питања са Дубровчанима, а и надлежност над царином такође је остала у Душановој сфери владања. Тиме је јединство државе било сачувано.

## Стефан Урош V и Вукашин Мрњавчевић
Након смрти Стефана Душана, институција савладарства, као начин учвршћавања положаја престолонаследника је напуштена. Цар Урош је за краља и савладара одабрао Вукашина Мрњавчевића (у том историјском периоду најмоћнијег великаша), који је сам управљао знатним делом територије.
Између савладарства Душана и Уроша и савладарства Уроша и Вукашина постоје суштинске разлике:
- Краљ Вукашин је имао знатно већа овлашћења него некада краљ Урош.
- Вукашинове надлежности су биле готово изједначене са надлежностима цара.
- Вукашин се потписивао као краљ Срба и Грка.
- Вукашинова интитулација се тако приближава царској интитулацији.
- Савладари су ковали новац са натписом краљ на лицу и UROSIUS IMPERATOR на наличју.
- Слали су заједничка посланства у Дубровник по светодмитарски доходак, и заједнички убирали и овај трибут.
- У манастиру Светог Николе у Псачи заједнички су живописани један до другог, цар са почасне десне, а краљ са леве стране.
- Били су истоветно одевени и држали су истоветне владарске инсигније.

### Циљ уздизања најмоћнијег обласног господара за савладара
Овај облик савладарства имао је за циљ да оснажи централну власт и заустави распадање царства. Међутим то није дала резултате у свим сверама јер су већ у време успостављања савладарства 1365. године многи великаши самостално иступали, а крунисање Вукашина су схватили као јачање Мрњавчевића тако да се ситуација у Царству тим чином само погоршала.
Увидевши слабости после 1366. савладари нису више заједнички иступали. Вукашин се, пошто цар Урош није имао деце, прогласио за престолонаследника, а свом сину Марку дао је титулу младог краља.